# Marc Patry
Pour les articles homonymes, voir Patry.
Marc Patry (né le 26 septembre 1969 à Malines,) est un coureur cycliste belge, actif des années 1980 à 2000.

## Biographie
Marc Patry est originaire de Malines, une commune située en Région flamande. Il joue d'abord au football jusqu'à ses quinze ans avant de passer au cyclisme. 
En 1992, il s'impose sur une étape du Tour d'Autriche. Il évolue ensuite au niveau professionnel entre 1994 et 1996 au sein de l'équipe belge Vlaanderen 2002-Eddy Merckx. Après cette expérience, il redescend chez les amateurs, où il poursuit sa carrière jusqu'au début des années 2000. Il remporte notamment le championnat de Belgique des élites sans contrat en 1999. 
Une fois retiré des compétitions, il devient soigneur-masseur dans la formation Quick Step, dirigée par Patrick Lefevere. Il continue d'exercer ce métier en 2023. Son grand frère Rudy a lui aussi été coureur cycliste. 

## Palmarès
- 1988
  - 2e du Grand Prix Général Patton
- 1990
  - 3e du championnat du Brabant
- 1991
  - 2e étape du Tour de Flandre-Occidentale
  - 3e étape du Triptyque ardennais
- 1992
  - 8e étape du Tour d'Autriche
  - 3e du Zesbergenprijs Harelbeke
- 1996
  - 3e de l'Omloop van de Rupelstreek
- 1997
  - Grand Prix d'Affligem
  - 1re étape du Tour de Namur
  - 2e du Trofee van Haspengouw
  - 2e du Mémorial Philippe Van Coningsloo
  - 2e de l'IWT Jong Maar Moedig
  - 3e du Grand Prix Théo Mulheims
- 1998
  - 2e du Grand Prix Victor Bodson
- 1999
  -  Champion de Belgique des élites sans contrat
  - Flèche des Barrages
  - 2e du Grand Prix du Haut-Escaut
- 2000
  - 2e de la Flèche de Liedekerke